# Agrionympha pseliacma
Agrionympha pseliacma là một loài bướm đêm thuộc họ Micropterigidae. Nó được Edward Meyrick miêu tả năm 1921. Nó được tìm thấy ở Nam Phi.